# Benoît Magimel
Benoît Magimel (Parigi, 11 maggio 1974) è un attore francese.

## Biografia
Benoît Magimel è nato a Parigi da madre infermiera e padre impiegato di banca. Ha un fratello, Arnaud, e una sorella, Bénédicte. Inizia la sua carriera all’età di 12 anni interpretando Momo, nel film La vita è un lungo fiume tranquillo. A sedici anni, mentre frequenta la classe prima, decise di interrompere gli studi per diventare attore.
Attore prolifico, ha lavorato in diverse occasioni sotto la direzione dei registi Florent Emilio Siri (quattro film, tra cui Nido di vespe e Giorni di guerra,  e una serie), Claude Chabrol (tre film: Il fiore del male, La damigella d'onore e L'innocenza del peccato), Emmanuelle Bercot (tre film: A testa alta, 150 milligrammi e De son vivant), Olivier Dahan (due film, tra cui I fiumi di porpora 2 - Gli angeli dell'Apocalisse) e Nicole Garcia (due film: Quello che gli uomini non dicono e Amanti).
Ha vinto il premio per la miglior interpretazione maschile al Festival di Cannes 2001 per il film La pianista, diretto da Michael Haneke, il César come migliore attore non protagonista nel 2016 per il film A testa alta e il César come miglior attore nel 2022 per il film De son vivant e nel 2023 per Pacifiction - Un mondo sommerso.

## Vita privata
È stato legato dal 1999 al 2003 all'attrice Juliette Binoche, conosciuta sul set di I figli del secolo (1999). I due hanno avuto una figlia, Hannah (2000).
È sposato con Margot Pelletier dal 2018.

## Procedimenti giudiziari
Nel 2016 viene arrestato dalla polizia dopo aver investito una donna di 62 anni a Parigi, in Boulevard Exelmans, mentre guida un'auto a noleggio senza patente. È accusato di omissione di soccorso, lesioni colpose e guida senza patente. Le analisi sull'attore rivelano tracce di cocaina. La donna investita, ferita alle gambe, viene ricoverata in ospedale. Nel giugno 2017, Magimel è condannato in appello a € 5.000 di multa per aver travolto il pedone e € 1.200 di multa per guida in stato di ebbrezza.
Nel 2017 viene nuovamente arrestato a Parigi mentre guida contromano la propria auto in una strada a senso unico. Gli vengono trovati addosso sacchetti di polvere bianca contenenti eroina, sebbene egli risulti negativo al test della saliva. Viene quindi condannato a tre mesi di reclusione con sospensione della pena per possesso di stupefacenti.

## Filmografia
- La vita è un lungo fiume tranquillo (La vie est un long fleuve tranquille), regia di Étienne Chatiliez (1988)
- Papa est parti, maman aussi, regia di Christine Lipinska (1989)
- Les Années campagne, regia di Philippe Leriche (1992)
- Marbel (Toutes peines confondues), regia di Michel Deville (1992)
- Le Cahier volé, regia di Christine Lipinska (1993)
- La Colline aux mille enfants, regia di Jean-Louis Lorenzi (1994)
- La Fille seule, regia di Benoît Jacquot (1995)
- L'odio (La Haine), regia di Mathieu Kassovitz (1995)
- Les Voleurs, regia di André Téchiné (1996)
- I figli del secolo (Les Enfants du siècle), regia di Diane Kurys (1999)
- Le roi danse, regia di Gérard Corbiau (2000)
- Selon Matthieu, regia di Xavier Beauvois (2000)
- Lisa, regia di Pierre Grimblat (2001)
- La pianista (La Pianiste), regia di Michael Haneke (2001)
- Nido di vespe (Nid de guêpes), regia di Florent Emilio Siri (2002)
- Effroyables jardins - I giardini crudeli della vita (Effroyables jardins), regia di Jean Becker (2003)
- Il fiore del male (La Fleur du mal), regia di Claude Chabrol (2003)
- I fiumi di porpora 2 - Gli angeli dell'Apocalisse (Les Rivières pourpres 2 - Les Anges de l'Apocalypse), regia di Olivier Dahan (2004)
- La damigella d'onore (La Demoiselle d'honneur), regia di Claude Chabrol (2004)
- Quello che gli uomini non dicono (Selon Charlie), regia di Nicole Garcia (2005)
- Sky Fighters (Les Chevaliers du ciel), regia di Gérard Pirès (2005)
- L'innocenza del peccato (La Fille coupée en deux), regia di Claude Chabrol (2007)
- Giorni di guerra (L'Ennemi intime), regia di Florent Emilio Siri (2007)
- 24 mesures, regia di Jalil Lespert (2007)
- Resolution 819, regia di Giacomo Battiato (2008)
- Inju, la bête dans l'ombre, regia di Barbet Schroeder (2008)
- 2 Alone in Paris (Seuls Two), regia di Ramzy Bedia e Eric Judor (2008)
- Piccole bugie tra amici (Les Petits mouchoirs), regia di Guillaume Canet (2011)
- Special Forces - Liberate l'ostaggio (Forces spéciales), regia di Stéphane Rybojad (2011)
- French Connection (La French), regia di Cédric Jimenez (2014)
- A testa alta (La Tête haute), regia di Emmanuelle Bercot (2015)
- We Were Young - Destinazione Paradiso (On voulait tout casser), regia di Philippe Guillard (2015)
- Marseille - serie TV (2016)
- 150 milligrammi (La Fille de Brest), regia di Emmanuelle Bercot (2016)
- La truffa del secolo (Carbone), regia di Olivier Marchal (2017)
- La Douleur, regia di Emmanuel Finkiel (2017)
- Marseille II - serie TV (2018)
- Grandi bugie tra amici (Nous finirons ensemble), regia di Guillaume Canet (2019)
- Lola (Lola vers la mer), regia di Laurent Micheli (2019)
- Amanti (Amants), regia di Nicole Garcia (2020)
- De son vivant, regia di Emmanuelle Bercot (2021)
- Pacifiction - Un mondo sommerso (Pacifiction - Tourment sur les îles), regia di Albert Serra (2022)
- Riabbracciare Parigi (Revoir Paris), regia di Alice Winocour (2022)
- Il gusto delle cose (La Passion de Dodin Bouffant), regia di Trần Anh Hùng (2023)
- Omar la fraise, regia di Élias Belkeddar (2023)
- Rosalie, regia di Stéphanie Di Giusto (2023)

## Doppiatori italiani
Nelle versioni in italiano nelle opere in cui ha recitato, Benoît Magimel è stato doppiato da:
- Emiliano Coltorti in I figli del secolo, La pianista, La damigella d'onore, L'innocenza del peccato, Piccole bugie tra amici, Grandi bugie tra amici, Amanti
- Francesco Prando in Special Forces - Liberate l'ostaggio, La truffa del secolo, Riabbracciare Parigi
- Alessio Cigliano in Marseille, Il gusto delle cose
- Patrizio Prata in Effroyables jardins - I giardini crudeli della vita
- Francesco Bulckaen in Il fiore del male
- Sandro Acerbo in I fiumi di porpora 2 - Gli angeli dell'Apocalisse
- Fabio Boccanera in Sky Fighters
- Massimo Lodolo in French Connection
- Alessandro Quarta in A testa alta
- Gianfranco Miranda in La douleur
- Alberto Bognanni in Pacifiction - Un mondo sommerso

## Premi e riconoscimenti
Festival di Cannes - 2001
Prix d'interprétation masculine - La pianista (La pianiste)
Premio César
2016 - Miglior attore non protagonista - A testa alta (La Tête haute)
2022 - Migliore attore - De son vivant
2023 - Migliore attore - Pacifiction - Un mondo sommerso (Pacifiction - Tourment sur les îles)
Premio Lumière
2022 - Miglior attore - De son vivant
2023 - Miglior attore - Pacifiction - Un mondo sommerso (Pacifiction - Tourment sur les îles)